# Markýz z Montagu
Markýz z Montagu je titul anglické šlechty vytvořený roku 1470 pro Johna Nevilla, 1. hraběte z Northumberlandu, mladšího bratra Richarda Nevilla, 16. hraběte z Warwicku. Roku 1471 byl John zabit v Bitvě u Barnetu a titul zanikl.

## Markýzové z Montagu (1470)
- John Neville, 1. markýz z Montagu (1431–1471)